# マニキュア

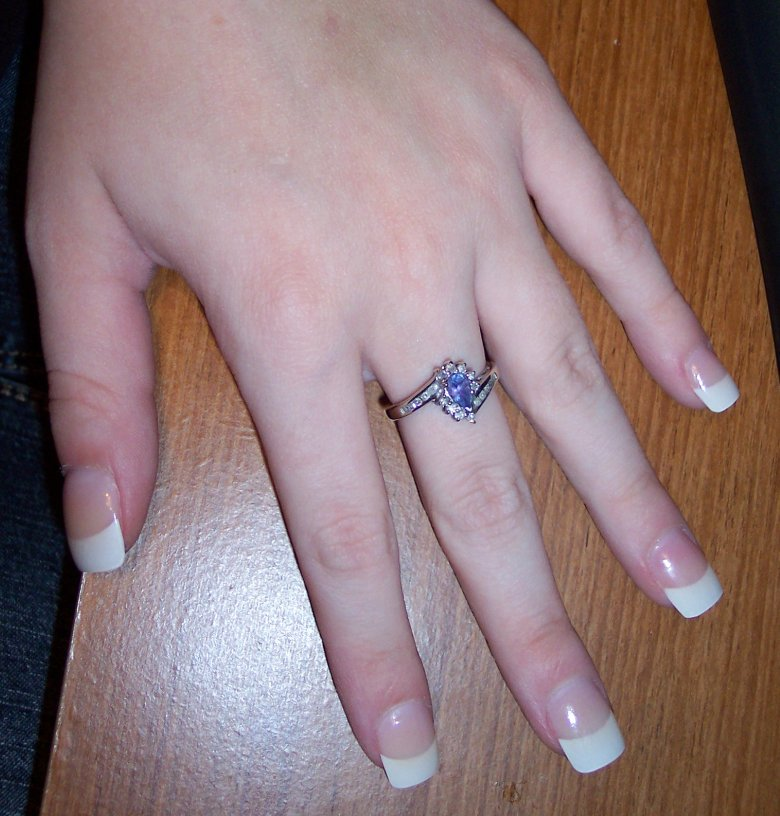
マニキュアが施された手

マニキュア（manicure、マニュキュア）とは、化粧の一種。手の爪を塗装すること。また、それに用いる化粧品としての塗料のこと。美爪術、爪化粧ともいう。
足の爪に施す場合はペディキュアと呼んで区別する。
爪の装飾全般についてはネイルアートを参照。

## 概要
マニキュアは化粧としての役割をもつほか、正しく使えば割れなどから爪を守り、爪の成分の流出を防ぐ事が出来る。
さまざまな色や種類のマニキュアが市販されており、手軽に行えるネイルアートとして広い年齢層の女性に使用されている。男性がマニキュアを塗っているケースは芸能人・女装愛好者などかつては極少数であったが、近年ではファッションの一部や身だしなみとして広まり、男性専用のネイルサロンも存在している。野球では捕手がマニキュアを塗るケースがある。詳細はリンク先を参照。

## 歴史
manicure （マニキュア）という言葉の語源は、ラテン語で「手」を意味する manus と「手入れ」を意味する cura が合わさったものである。つまり本来は「手の手入れ」という意味で、ネイルケア全般を指す語であった。
ちなみに「ペディキュア」も「足」を表すラテン語 pes（語幹 ped-） + cura が語源である。
爪に着色をする文化は古代エジプトにはすでにあったとされているが、現在のようなマニキュアが生まれたのは1950年代のアメリカで、自動車用などのラッカー塗料の発明と同時期である。
日本にも、平安時代に生まれ、江戸時代では爪紅（つまべに）と呼ばれており、ホウセンカの紅い汁を爪にこすりつけることが行われていた。

## 塗料としてのマニキュア

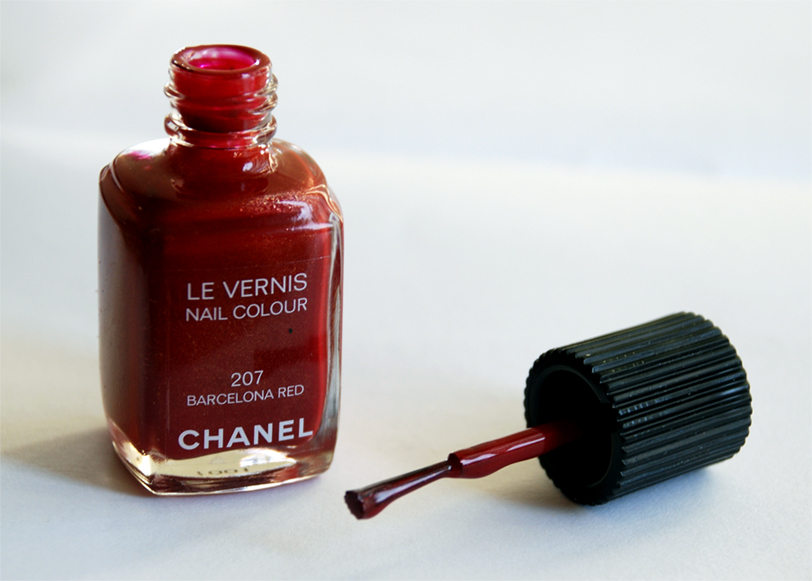
シャネル社のマニキュア塗料

マニキュアは「ネイルエナメル」「ネイルカラー」「ネイルポリッシュ」、あるいは単に「カラー」などと呼ばれる。
市販のものは数ミリリットル入りの非常に小さな瓶で売られることが多い。瓶の蓋の内側には刷毛がついており、これでマニキュアを爪に塗布することができる。塗布する際に持ちやすいよう、蓋は瓶に対してやや大きく細長い。
原料および製造法は工業用などのラッカー塗料とほぼ同様で、アクリルやニトロセルロースなどの合成樹脂を着色し有機溶剤に溶いたものである。塗料と同様に無数の色を作り出せ、製造の過程でパールや大小のラメなどを原料に混ぜ込めばきらきらとした光沢や多様な質感が出せる。パール系の光沢は現在では合成パール色素が多いが、タチウオの体表面の成分、魚鱗粉が用いられているものもある。
使用中および乾燥までは、有機溶剤による刺激臭を発する。そのためマニキュアを扱う場所では換気を徹底し火気を遠ざけなければならない。
濃度が濃すぎる場合は専用のうすめ液を用いて調節する。うすめ液を用いた後はその蒸発によってビン内の圧力が上がり割れてしまうことがあるため、ビンをいっぱいにせず、上部に空間を空けておくように注意する。
塗ったマニキュアを落とすときは除光液（エナメルリムーバー）を用いる。脱脂綿に含ませた後、マニキュアを塗った表面に湿布をするようにのせ、少しの間を置きふき取る。除光液の成分はアセトンなどであるため、使いすぎると爪を黄変させ傷めることがある。
なお、子供用のマニキュアでは、塗装膜を水で洗い落とせたりめくってはがせる製品もある。

## マニキュア
- 水溶性マニキュア
  - 有機溶剤を使っていないため臭いにくく、爪を傷めにくい
  - 除光液が不要
  - 水で洗い流せる（流せない製品もある）
- ネイルシール
  - 簡単にはがせる
  - 素材はゴム、ビニール、ウレタン、生分解性プラスチック

## マニキュアの手順
1. ネイルケアを行い、爪の状態を整える。
2. アルコールで爪を拭き、爪表面の油分を落とす。
3. ベースコート（爪を保護するためのマニキュア）を塗って乾かす。
  1. ベースコートを塗るとき必要に応じてファブリック（グラスファイバー製の極薄い布）を貼り付けて爪を補強する。
  2. ファブリックが隠れるように背景色を塗って乾かす。
4. 好きな色のマニキュアを均等に塗って乾かす。瓶の蓋の刷毛を使う場合がほとんどだが、プロのネイリストはより持ちやすく使いやすい筆などを使う。
5. 重ね塗りが必要なときはさらに4.の手順を繰り返す。
6. 必要であれば画を描いたりして乾かす。専用のペンやスタンプも売られており、エアブラシを使うこともある。
7. トップコート（表面を保護するためのマニキュア、多くは透明）を塗って乾かす。

無色にしたい時は、1.2.3.7の手順にすれば良い。

## その他のマニキュア
歯のマニキュア、ホワイトコート
歯をコンポジットレジン（歯の詰め物の材料）などでコーティングし、歯を白く見せる方法。またその材料。フッ素などを使用して虫歯の予防にもなる。耐久性は約1か月ほど。
車のマニキュア
小さい傷の補修に使うために売られている少量の塗料（商品名タッチアップ、タッチペンなど）は、容器の構造および使用法がマニキュアと同様のためこう呼ばれる。
ヘアマニキュア
染毛料の一種。髪の毛の表面のみを着色する。詳細はヘアカラーリング剤を参照。